# Philodromus albolimbatus
Philodromus albolimbatus is een spinnensoort in de taxonomische indeling van de renspinnen (Philodromidae).
Het dier behoort tot het geslacht Philodromus. De wetenschappelijke naam van de soort werd voor het eerst geldig gepubliceerd in 1895 door Tord Tamerlan Teodor Thorell.